# Zhu Zhi
Zhu Zhi (朱治), Großjährigkeitsname Junli (君理; * 156; † 224) war ein Offizier des Wu-Reiches zur Zeit der drei Reiche im alten China.
Er trat früh in Sun Jians Dienste ein und beteiligte sich an den Kämpfen gegen Dong Zhuo.
Nach Sun Jians Tod wurde sein Sohn und Nachfolger Sun Ce ein Offizier unter Yuan Shu. Er befahl Zhu Zhi, als Ratgeber zu dem Warlord Xu Gong zu gehen. Später verriet Zhu Zhi seinen neuen Herrn und übergab dessen Territorium an Sun Ce.
Nachdem Sun Quan der Herrscher von Yangzhou geworden war, wurde Zhu Zhi 202 zum Kriegsminister und Armeeinspekteur ernannt. Im Jahre 223 wurden ihm die Titel General, der das Königreich bewacht und Herr von Gu Zhang verliehen. Zhu Zhi starb im folgenden Jahr.
Zhu Zhi hatte keine leiblichen Kinder, aus diesem Grund hatte er seinen Neffen Shi Ran adoptiert. Dieser erbte Titel und Ämter seines Adoptivvaters.
| Personendaten    | Personendaten                                                   |
| ---------------- | --------------------------------------------------------------- |
| NAME             | Zhu, Zhi                                                        |
| KURZBESCHREIBUNG | Offizier des Wu-Reiches zur Zeit der drei Reiche im alten China |
| GEBURTSDATUM     | 156                                                             |
| STERBEDATUM      | 224                                                             |